# Kondibito-Peulh
Pour les articles homonymes, voir Kondibito.
Ne doit pas être confondu avec Kondibito (Barsalogho).
Kondibito-Peulh est une localité située dans le département de Barsalogho de la province du Sanmatenga dans la région Centre-Nord au Burkina Faso.

## Éducation et santé
Le centre de soins le plus proche de Kondibito-Peulh est le centre médical avec antenne chirurgicale (CMA) de Barsalogho tandis que le centre hospitalier régional (CHR) se trouve à Kaya.